# 線紋准雀鯛
線紋准雀鯛（学名：Labracinus lineatus），又名條紋戴氏魚、准雀鯛、紅獅公、紅貓仔，为輻鰭魚綱鱸形目鱸亞目准雀鯛科戴氏魚屬下的一个种，分布於西澳大利亞海域，為亞熱帶海水魚，深度5-25公尺，體長可達25公分，棲息在珊瑚礁區，生活習性不明，可做為觀賞魚。
其种加词“Lineatus”意为“线形的”。